# Mofette
Une mofette (de l'italien : mofetta, du latin mephitis, « exhalation pestilentielle ») est par définition une fissure, un trou ou un puits de taille réduite, parfois terrestre, parfois sous une source d'eau ou de sédiments ; elle est d'origine volcanique et en émanent certains types de gaz, souvent toxiques, principalement du dioxyde de carbone, mais aussi du diazote ou du méthane. Elle s'oppose notamment aux fumerolles et autres phénomènes de ce type par l'absence de soufre, et généralement par un aspect, des températures et une acidité plus conventionnelle que d'autres phénomènes paravolcaniques apparentés. Ce sont surtout les exhalations parfois pestilentielles et/ou toxiques qui s'en dégagent qui les rendent uniques dans l'univers des phénomènes paravolcaniques.
Ce terme est complexe puisqu'il englobe autant les lacs limniques que des sources peu chaudes brassant des sédiments à leur surface, que des suintements froids au fond de la mer ou de simples percolations au sein de sources chaudes ou de lacs près de zones volcaniques. Plus prosaïquement, de nombreux spas sont basés sur d'anciens sites volcaniques incluant des sources d'eau riches en mofettes, notamment dans des buts thérapeutiques. Généralement la température d'une mofette varie entre 20  et   100 °C, voire 150 °C dans certains cas.
Le mot « mofette » fut un ancien nom pour désigner une fumerolle. L'on appelle aussi « mofette » des fumerolles dont la température ne dépasse pas les 150 °C.

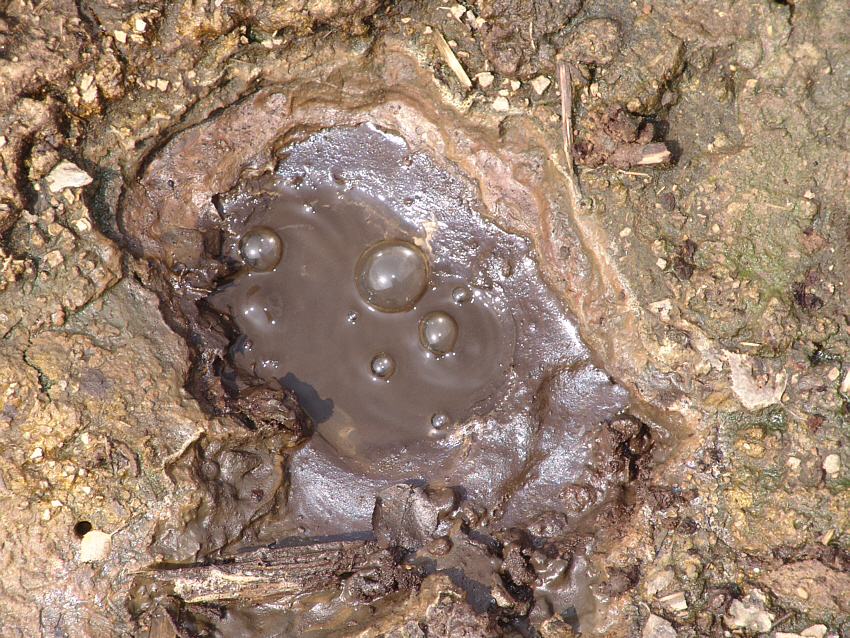
Mofette dans la réserve naturelle de Soos, République tchèque.

## Suintement froid

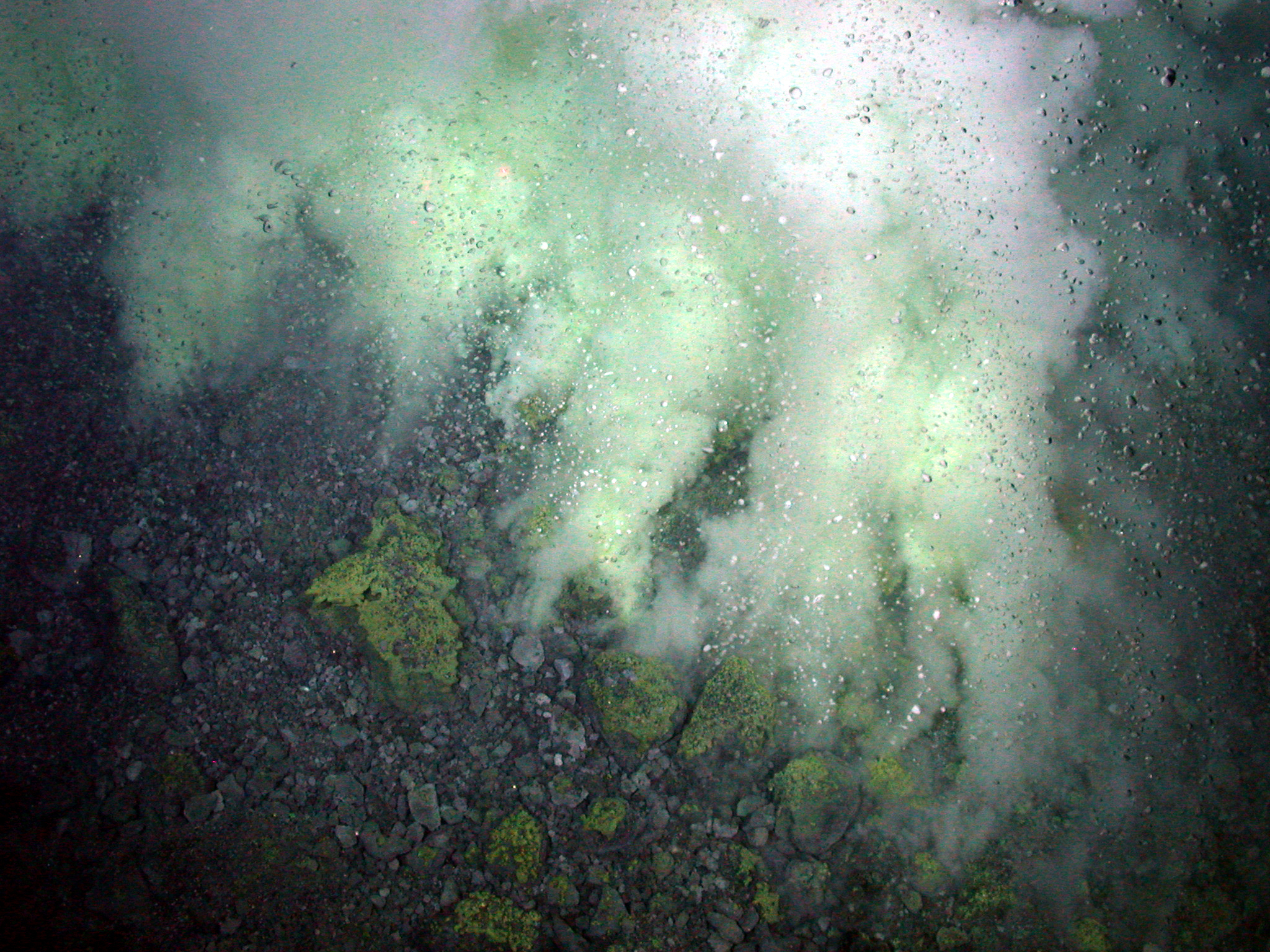
De nombreux suintements froids (d'où se dégage probablement du CO_{2}) sur les pentes d'un volcan sous-marin. Notez les concrétions sulfureuses autour des émanations.

Des « mofettes » sous-marines peuvent se situer dans les zones de volcans sous-marins. Des remontées de bulles gazeuses (appelés « suintements froids »), toxiques dans certains cas, sortent de petits trous sur les pentes des cratères, des rifts océaniques, des zones à haute activité tectonique ou des zones riches en hydrocarbures. Si ces émanations s'avèrent toxiques (avec des forts taux de soufre ou de dioxyde de carbone), il n'est pas rare de trouver des petits poissons ou des crevettes morts asphyxiés autour de la « fumerolle océanique ». Par contre, si ces suintements relâchent des hydrocarbures comme le méthane (par exemple dans le golfe du Mexique à plus de 3 000 mètres de profondeur), ils peuvent abriter tout un foisonnement de vie sous-marine (moules, coraux mous, vestimentifères, crabes, zoarcidaes...) dépendant des bactéries fixant le méthane dont ils se nourrissent. Ce type de manifestation est apparenté aux fumeurs noirs, présents dans les zones volcaniques sous-marines, et qui eux aussi abritent des formes de vie uniques dépendant des émanations des cheminées hydrothermales.
Comme eux, ces manifestations se trouvent aux fonds des mers accompagnés de haut volcanisme, (les petites Antilles, Galápagos, etc.).

## Mofettes aquatiques

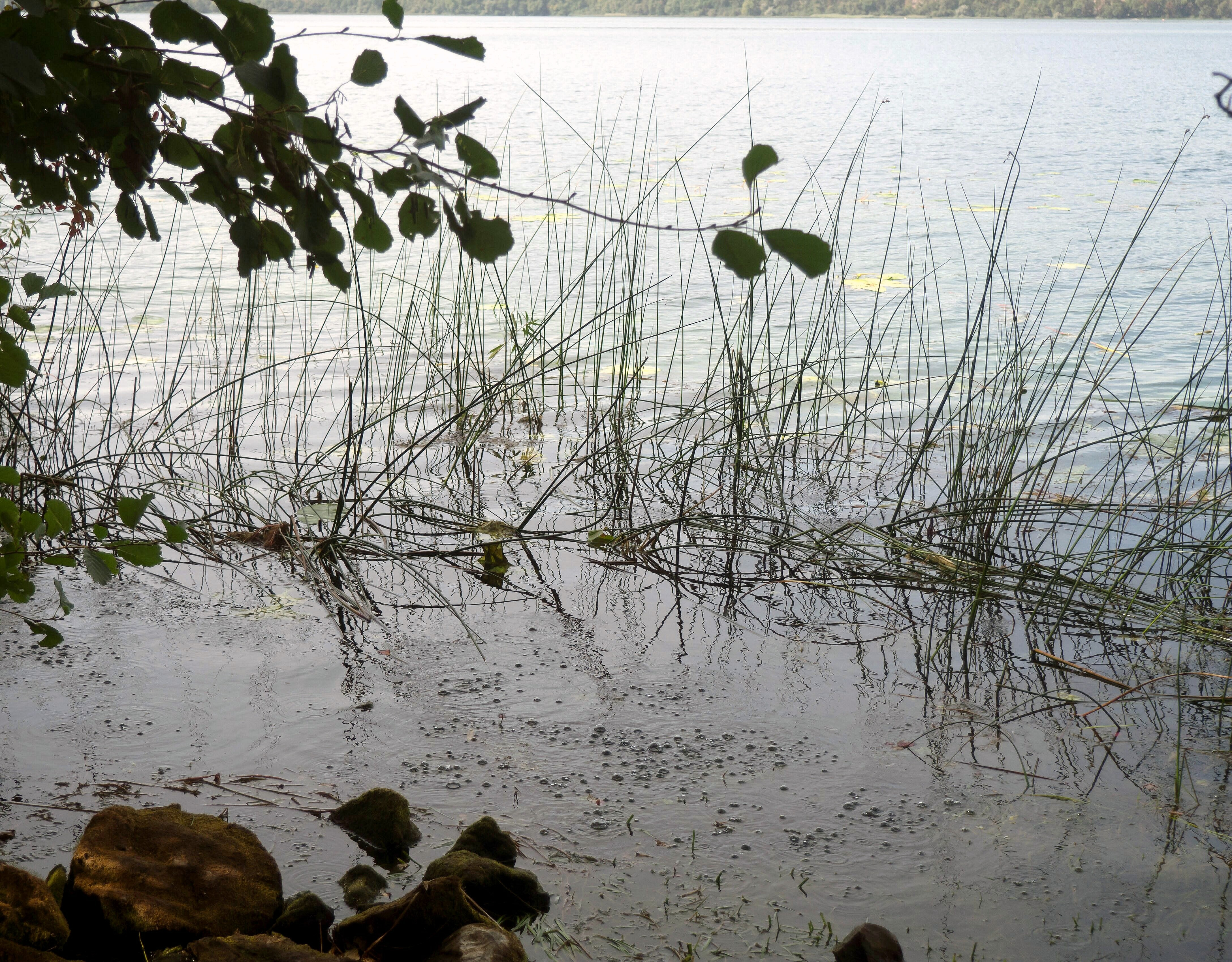
Mofettes sur la rive sud-est du lac de Laach en Rhénanie-Palatinat, Allemagne.

Le même phénomène peut se produire dans certaines zones volcaniques à forte activité hydrothermale, par exemple dans certaines sources chaudes ou dans des lacs, sous forme de minuscules orifices percolant les fonds lacustres et lâchant continuellement des bulles de dioxyde de carbone inodores et incolores. L'un des phénomènes les plus spectaculaires de ce type et assurément le cold boiling lake, un petit marais situé dans le Parc national de Lassen Volcanic, non loin du site hydrothermal du Bumpass Hell : quoique ni chaud, ni acide, des centaines de mofettes percolent le fond, ce qui en fait en phénomène unique au monde.

## Lacs limniques
Au fond de certains lacs d'origine volcanique, et en particulier dans des zones tropicales, une mofette peut dissimuler plusieurs tonnes de dioxyde de carbone (CO2) stockés pendant plusieurs millions d'années. Un tremblement de terre, une éruption volcanique ou un éboulement peut libérer ces gaz toxiques, pouvant intoxiquer et tuer animaux et humains des alentours. Ce fut le cas du lac Nyos, au Cameroun, qui après une importante lâchée des gaz qu'il contenait a tué plus de 1 700 personnes et des troupeaux de bétail des alentours. Des opérations de dégazage sont alors menées pour éviter des explosions futures. On appelle ce type d'éruption une éruption limnique.

## Géologie
Les mofettes sont le plus souvent des petits trous circulaires, des fissures ou des puits créés lors du contact d'une poche magmatique riche en dioxyde de carbone très proche d'une nappe phréatique, souvent profonde.

## Géographie
Les mofettes sont très courantes de par le monde et se retrouvent dans quasiment toutes les zones d'origine volcanique, même éteints ou endormis depuis un certain temps. Quelques exemples les plus notables :
- Au parc Yellowstone (États-Unis)
- Au Parc national de Lassen Volcanic
- En Islande
- En Nouvelle-Zélande
- Dans la Kamtchatka russe
- Au Japon
- À Java
- En France, à Meyras (Ardèche), à Royat, (appelée aussi "grotte du chien") dans la Chaîne des Puys et vers le lac Pavin (Puy-de-Dôme). Il s'agit d'un des derniers phénomènes paravolcaniques actifs de la région, 6000 ans après la dernière éruption volcanique locale.
- En Italie, à Pouzzoles près de Naples, dans les Champs Phlégréens.
- Dans les zones volcaniques de l'Eifel, Rhénanie-Palatinat, Allemagne
- Dans les zones volcaniques de la République tchèque.
- En Argentine, à Puente del Inca.